# Chimarra donamariae
Chimarra donamariae är en nattsländeart som beskrevs av Donald G. Denning och Sykora 1968. Chimarra donamariae ingår i släktet Chimarra och familjen stengömmenattsländor. Inga underarter finns listade i Catalogue of Life.